# Siderolamprus atitlanensis
Siderolamprus atitlanensis — вид веретільницеподібних ящірок родини Diploglossidae. Мешкає в Центральній Америці.

## Поширення і екологія
Siderolamprus atitlanensis відомі з двох місцевостей, одна з яких розташована в гватемальському департаменті Кесальтенанго, на висоті 1565 м над рівнем моря, а друга — в сальвадорському департаменті Ауачапан, на висоті 800 м над рівнем моря. Вони живуть у вологих тропічних лісах.